# Тети
Тети (Тети III) — фараон Древнего Египта, правивший приблизительно в 2347 — 2337 годах до н. э., первый из VI династии.
В Абидосском царском списке этот фараон назван под своим личным именем Тети (34-я запись). В этом же списке есть ещё два фараона с этим же именем: фараон I династии Тети I (№ 2), более известный под своим хоровым именем Джер, а также фараон III династии Тети II (№ 17), известный как Сехемхет. Этот фараон, основатель VI династии известен также как Тети III.
О царствовании Тети не известно ничего существенного, однако при нём начинал свою карьеру вельможа Уна.

## Биография

### Происхождение династии Тети
Манефон рассматривал Тети, как основателя новой династии и говорил, что эта династия происходила из города Мемфиса. Туринский царский папирус видел в нём не только основателя новой династии, но и начинает с него новый цикл жизни Египта; по неизвестным причинам имя Тети отделёно от предыдущих царей красной линией.
Родственные отношения Тети с предшественником Унисом были сомнительными. Унис же скончался, не оставив наследников, после чего, возможно, последовал краткий период политической нестабильности. Некоторые исследователи считают, что одна из жён Тети по имени Ипут приходилась дочерью последнему фараону предыдущей V династии Унису. В истории Египта часто случалось, что фараон, сам не имевший законного права на престол, предъявлял на него претензии благодаря правам своей супруги или же узаконивал своё воцарение путём такого брака. Придя к власти, Тети, как полагают, удалось прекратить беспорядки, что, возможно, отразилось в его хоровом имени — «Хор, умиротворивший Обе земли (то есть Нижний и Верхний Египет)». Его "хорово" имя часто интерпретируется как признак, что Тети принёс мир в страну, которая, в конце V династии, возможно, была разделена. С другой стороны, «умиротворение Двух Земель» было одной из многих традиционных обязанностей фараона, и таким образом этот титул, возможно, носил просто символическое значение. Во всяком случае смена династии никак не отразилась на положении вельмож при дворе. Об этом свидетельствует надпись из гробницы Сабу-Ибеби, где сообщается, что Унис назначил его верховным жрецом Мемфиса, и он оставался в этой высокой должности и при Тети, который продолжал осыпать его милостями.

### Срок правления Тети
Точно определить продолжительность правления Тети затруднительно. В Туринском списке от продолжительности его правления сохранились только количество месяцев и дней — 6 месяцев 21 день, — но совершенно не поддаётся прочтению количество лет. При этом, имя Тети в этом списке не читаемо, а берётся произвольно, на основании расположения имени этого фараона в Абидосском и Саккарском списках царей. Последним годом, зафиксированным в памятниках, является — год после 6-го подсчёта. Если эти подсчёты крупного рогатого скота с целью взимания налогов проводились раз в два года, то этот год должен соответствовать 11 году его правления, но, возможно, эти подсчёты проводились и каждый год. Манефон отводит ему 30 лет правления, что явно превышает реальный срок; нужно учесть, что после него довольно продолжительное время правил его сын Пиопи II. Хотя нельзя сказать, что его царствование было и очень коротким, поскольку известны следующие чати, удостоившиеся этой должности при нём: Кагемни, Мерерука, Хнумнети, Неферсехемра, Неферсехемптах, Анхмахор, Хентикаи. До нас дошла биография видного сановника того периода Уна. Её автор утверждает, что он «получил опоясывание» во времена царствования Тети и при том же фараоне занял невысокий пост помощника смотрителя одного из царских владений. Вероятно, египетские юноши впервые надевали «пояс зрелости» по достижении 10- или 12-летнего возраста. Если Уна достиг такого возраста в начале правления Тети, то ему должно было исполниться примерно 20 лет в конце его царствования (как раз достаточно, чтобы получить первое назначение и подняться на первую ступень карьерной лестницы). Видимо, правление Тети продолжалось 10—12 лет.

### Имена фараона
Тети не стал следовать древней традиции и принимать тронное имя при восшествии на престол. Подобно своему предшественнику Унису, он сохранил своё личное имя, записанное при помощи трёх знаков t-t-j, и обычно читается как Тети. Однако Манефон передаёт его в форме Тоэ(с) или Отоэ(с), и потому, его, возможно, следует читать как Тоти или Ототи. Подобно фараонам Джедкара Исеси и Унису Тети принял титул «Сын солнечного бога». Этот титул писался внутри картуша, как, например, на сосуде из Британского музея. В качестве хорового имени он принял имя Сехотеп-тауи, «Умиротворивший Обе Земли».
| G5 |

| G5 |

| S29 | R4 · X1 · Q3 | N17 · N18 |

| S29 | R4 · X1 · Q3 | N17 · N18 |

| G16 |

| G16 |

| G16 | S29 | R4 · X1 · Q3 |

| G16 | S29 | R4 · X1 · Q3 |

| G16 | R4 · X1 · Q3 |

| G16 | R4 · X1 · Q3 |

| G8 |

| G8 |

| F36 · G5 · S12 |

| F36 · G5 · S12 |

| G39 | N5 |

| G39 | N5 |

| G39 | N5 | X1 · X1 | M17 |

| G39 | N5 | X1 · X1 | M17 |

| G39 | N5 | X1 · X1 | M17 |

| G39 | N5 | X1 · X1 | M17 |

| G39 | N5 | X1 · X1 | M17 |

| G39 | N5 | X1 · X1 | M17 |

| G39 | N5 | X1 · X1 | M17 |

| G39 | N5 | X1 · X1 | M17 |

| X1 · X1 | M17 |

| X1 · X1 | M17 |

| X1 · X1 | M17 |

| X1 · X1 | M17 |

| X1 · X1 | M17 |

| X1 · X1 | M17 |

| X1 · X1 | M17 |

| X1 · X1 | M17 |

| G39 | N5 | X1 · X1 | M17 | M17 |

| G39 | N5 | X1 · X1 | M17 | M17 |

| X1 · X1 | M17 | Q3 · X1 | V28 | U6 | D21 · N35 |

| X1 · X1 | M17 | Q3 · X1 | V28 | U6 | D21 · N35 |

| X1 · X1 | M17 | Q3 · X1 | V28 | U6 | D21 · N35 |

| X1 · X1 | M17 | Q3 · X1 | V28 | U6 | D21 · N35 |

| X1 · X1 | M17 | Q3 · X1 | V28 | U6 | D21 · N35 |

| X1 · X1 | M17 | Q3 · X1 | V28 | U6 | D21 · N35 |

| X1 · X1 | M17 | Q3 · X1 | V28 | U6 | D21 · N35 |

| X1 · X1 | M17 | Q3 · X1 | V28 | U6 | D21 · N35 |

### Возвышение бога Птаха
Вероятно, до времени Тети в Мемфисе было два верховных жреца бога Птаха. Однако этот фараон оставил только одного и назначил на эту должность Сабу-Чети. Другого верховного жреца Птаха, жившего во времена его правления, звали Сабу-Ибеби. В надписи в своей гробнице он рассказывает, что занимал этот пост и при Унисе, и при Тети. Можно предположить, что после смерти этого жреца Тети объединил обе должности в одну и назначил на неё Сабу-Чети. Сабу-Ибеби говорит:

«Его величество [царь Тети] дал, чтобы вошёл я в личный покой, чтобы смог я расставить людей перед ним на места их, согласно тому, как я определял старшинство. Никогда не делалось подобное для такого советника, как я, никаким царём, ибо его величество любил меня больше, чем любого советника своего… Я был полезен в присутствии его величества и находил способ для каждого тайного дела двора».

Здесь имеется явное указание, что новый фараон, который, по сведениям Манефона, происходил из Мемфиса, обратил пристальное внимание на мемфисское жречество. Возможно, он взошёл на трон с его поддержкой, поскольку в надписи на статуе Тети добавляет к своему имени слова «любимый Птахом» (богом Мемфиса) и вписывает их в картуш. Очевидно, на фоне уменьшения влияния жрецов Ра из Гелиополя последовал рост могущества жречества Мемфиса.
Объяснение новому положению даёт надпись из Британского музея (№ 797), представляющая собой позднюю копию документа, составленного приблизительно в этот период. Она содержит изложение мемфисской доктрины, где рассказывается, что Птах, Божественный умелец, был творцом богов и людей. Все вещи произошли из мыслей Птаха, и даже сами «божественные слова» «воссуществовали» «благодаря мысли в его разуме и слову на его языке». Это была иная доктрина, чем та, что проповедовали в Гелиополе, где в качестве создателя всего сущего почитали солнечного бога Ра. Поскольку Мемфис и Гелиополь находились довольно близко друг от друга — Мемфис на западном берегу Нила, а Гелиополь на восточном в нескольких километрах ниже по течению, — можно представить, что между ними велись ожесточённые споры и влияние обеих жреческих групп на протяжении многих лет, подобно маятнику, качалось то в одну сторону, то в другую. Во время правления Тети Мемфис, очевидно, получил превосходство. Основатель VI династии пользовался в Мемфисе во времена Нового царства особым почитанием, выходившим за рамки традиционного культа древних царей.

### Усиление знати и убийство фараона
При Тети продолжалась децентрализация царской власти, сопровождавшаяся усилением местной родовой знати. Многие чиновники периода правления Тети оставили крупные гробницы, свидетельствующие о росте их независимости. В частности, чати фараона Мерерука соорудил для себя мастабу с 33 богато украшенными камерами, самую крупную известную гробницу египетского вельможи. Дочь фараона Тети Уаджитхетхор (известная также как Сешешет), возможно, приходилась женой этому сановнику.
Имя фараона Тети обнаружено на скале в районе Томоса в Нижней Нубии, и это доказывает, что его посланники посещали данную страну. Существует также почти полностью разрушенный указ, обнаруженный в развалинах Абидоса, где говорится о некоем участке земли, завещанном Осирису, и упоминается имя важного вельможи Сеси-некау. В Мемфисе была найдена каменная дверная перемычка с хоровым именем Тети. Также его имя упоминается в связи с культом Хатхор в Дендере. Известны также несколько сосудов с надписями, а также мелкие памятники.
Согласно Манефону, Тети убит собственной стражей. Некоторые приписывают организацию этого заговора некому Усеркару, который значится фараоном, следующим за Тети в Абидосском списке царей. Другие высказывают мнение, что Усеркара — это тронное имя самого Тети, обведённое в отдельный картуш в связи с ошибкой переписчика. Во всяком случае, на данный момент у египтологов не существует единого мнения на обстоятельств смерти Тети.

## Посмертная маска Тети
Рядом с припирамидным храмом Тети в Саккаре Эдвардом Джеймсом Квибеллом найдена посмертная маска. Выдвигается мнение, что эта маска могла принадлежать фараону Тети. Видно, что человек с которого снималась эта маска, был довольно молод на момент смерти. Поскольку Тети стал основателем династии, то он должен был быть вполне взрослым в момент восхождения на престол. Его молодость к моменту смерти доказывает непродолжительность его правления и насильственную смерть. Обнаружение маски именно рядом с заупокойным храмом Тети в какой-то степени служит подтверждением истории Манефона о гибели фараона от рук стражников. Вероятно, существовал обычай изготавливать портретные статуи фараона при его жизни, и тот «позировал» скульпторам. В данном случае мастерам пришлось работать с посмертной маской, и это указывает, что смерть правителя была внезапной и наступила прежде, чем были готовы его статуи для заупокойного храма.
Принадлежность посмертной маски не установлена с точностью. Однако сомнительно, чтобы она была изготовлена для кого-нибудь ещё, кроме фараона. Кроме того, место обнаружения и сходство черт лица с внешностью сына Тети Пиопи I на его бронзовой статуе свидетельствуют в пользу принадлежности маски Тети.

## Статуя
Единственной известной статуей, которую с некоторой степенью достоверности можно приписать Тети, является памятник найденный Эдвардом Джеймсом Квибеллом во время археологических раскопок кампании 1906/07 года в Саккара, к востоку от пирамиды Тети, закопанной в шахте одной из могил. Ныне она находится в Каирском музее (Инв. № JE 39103). Статуя выполнена из красного гранита и имеет высоту 74 см. Ноги ниже колен не сохранились. Статуя имеет со стороны спины опорный столб и изображает царя делающим шаг левой ногой. Руки расположены вытянутыми вдоль тела со сжатыми кулаками. Фараон носит набедренную повязку (схенти), а на голове Белая корона верхнего Египта. Веки и брови выполнены рельефно, а борода отсутствует. Надпись, которая бы однозначно присваивала статую Тети, не сохранилась. Квибелл видел в ней возможный портрет Мерикара, фараона из Первого переходного периода из X (Гераклеопольской) династии. Приписывание статуи Тети было произведено Уильямом Стивенсоном Смитом по двум факторам: во-первых, она найдена очень близко от пирамиды Тети, а во-вторых, качество работы у неё было значительно выше, чем у аналогичных статуй Первого переходного периода.

## Заупокойный комплекс
Пирамида Тети Джед-сут-Тети («Долговечнейшие места [упокоения] Тети» или «Упрочены места Тети») находится в Северной Саккаре к северо-востоку от пирамиды Усеркафа. Первоначально пирамида имела квадратное основание 64×64 м и достигала 43 м в высоту. Ныне эта пирамида сильно повреждена, и её размеры сократились в два раза; высота в настоящий момент составляет 20 м.
На остатки пирамиды внимание обратил ещё Перринг в 1839 году, но вход в неё был открыт только в 1881 году французским египтологом Гастоном Масперо. Помещения пирамиды получили доступ для посетителей с 1974 года, когда египетская Служба древностей провела реставрацию, в ходе которой подпёрла обваливающиеся потолочные блоки коридора стальными балками. Её ядро, возведённое по образцу пирамиды Униса, было облицовано белым известняком. Внутренний план практически точно копирует расположение коридоров и камер в пирамиде Уннаса. Хотя, этот план частично восходит к пирамиде Джедкара Исеси. С северной стороны к пирамиде примыкает небольшая часовня. От неё отходит коридор, ведущий к погребальным камерам. Стены погребальной камеры Тети покрывают религиозные тексты (так называемые Тексты пирамид), весьма сходные с текстами в пирамиде Униса, но хуже сохранившиеся. Это объясняется тем, что погребальный ансамбль Тети значительно пострадал в эпоху Средневековья, когда он, как и пирамиды других фараонов VI династии (Пепи I, Меренра I и Пиопи II) использовался в качестве каменоломни. Об этом свидетельствуют масляные лампы, обнаруженные во входных коридорах. Эти пирамиды служили прекрасным источником обработанного известняка, который старались извлечь в максимальном количестве, несмотря на опасность подобного предприятия. На месте разграбления остались лишь многочисленные обломки с фрагментами надписей. В пирамиде также обнаружен саркофаг из серого базальта с именем фараона. Усыпальница Тети была разграблена ещё в древности. Воры разорвали царскую мумию, и современным археологам удалось найти только руку и плечо фараона. Эти остатки демонстрируют признаки поспешного бальзамирования, далеко не высшего качества. Этот факт согласуется с утверждением, что фараона убили.
Верхний заупокойный храм полностью разрушен, но по сохранившемуся плану можно судить обо всех характерных чертах храмов этой эпохи, имевших внутренний двор и пять гранитных ниш. Возле юго-восточного угла сооружения находилась небольшая пирамида-спутница, носящая ритуальные функции. Нижний храм и восходящая дорога, не найдены.
Примерно в 100 метрах к северу обнаружены остатки другой небольшой пирамиды, принадлежащей дочери царя Униса царице Ипут, супруге Тети. Проникнуть туда можно через колодец, расположенный в ядре пирамиды позади заупокойного храма. В погребальной камере находился саркофаг из известняка, в котором, несмотря на то, что он подвергся разграблению, обнаружили гроб из кедровых досок, внутри которого сохранились останки царицы, а также остатки её ожерелья и браслета, в настоящий момент выставленные в Каирском музее. Угол наклона граней этой пирамиды составлял 65°, что делало её очень стройной. Та же особенность присуща сооружениям жён Пиопи II. Архитекторы придавали пирамидам цариц формы, отличные от классических пирамид, в которых угол наклона граней составлял приблизительно 51°.
Культ Тети на месте его захоронения в Саккаре поддерживался долго. Известны жрецы этого культа, жившие в эпоху Среднего царства.
- Реконструкция погребального комплекса Тети
- Интерьер погребальной камеры Тети
- Саркофаг Тети
- Надпись с именем Тети на его саркофаге

| VI династия          |                                                                          |                    |
| Предшественник: Унис | фараон Египта ок. 2347 — 2337 до н. э. (правил приблизительно 10—12 лет) | Преемник: Усеркара |